# 点鬼簿
『点鬼簿（てんきぼ）』は1926年（大正15年）9月に芥川龍之介によって書かれた短編小説。芥川の作品の中では、後期に書かれた短編に分類される。

## 内容
「点鬼簿」では、自分の身辺の人の死がテーマにされている。作品は主に三部に分けられており、一部では狂人であった自分の母の死と向き合った年少の自分、二部では自分が生まれる前に夭折した姉について、三部では生涯の中での自分と父の関係について描かれている。この作品は芥川龍之介が神経衰弱をはじめとする体の不調に悩み、創作活動が特に低調になっていた頃に書かれたもので、その頃に多い自叙伝風の作品となっている。